# Servicios Iglesias Friol
El Servicios Iglesias Friol es un equipo español de fútbol sala de Friol, provincia de Lugo. Fue fundado en 2003. Luego de abandonar la competición senior en la temporada 2008/09, regresó a la competición en la Liga Provincial de Lugo consiguiendo la segunda posición y el ascenso a la Liga Autonómica-Norte de Galicia (1ª categoría a nivel gallego, 5ª a nivel nacional).

## Historial
- 2003/2004 Liga Provincial de Lugo
- 2004/2005 Liga Provincial de Lugo
- 2005/2006 Autonómica-Grupo Norte (Galicia)
- 2006/2007 Autonómica-Grupo Norte (Galicia)
- 2007/2008 Autonómica-Grupo Norte (Galicia)
- 2008/2009 sin equipo senior
- 2009/2010 Liga Provincial de Lugo
- 2010/2011 Autonómica-Grupo Norte (Galicia)